# Kool and the Gang
Kool and the Gang, également typographié Kool & the Gang, est un groupe de funk, disco, jazz, rhythm and blues et pop américain formé à Jersey City, dans le New Jersey, en 1964.
Groupe phare des années 1970 et 1980, inspirant divers courants musicaux qui suivent, comme le rap et R'n'B en particulier, le groupe vend plus de 70 millions d'albums dans le monde. Ses titres les plus connus sont Ladies' Night (1979), Celebration (1980), Get Down on It (1981), Let's Go Dancin' (Ooh, La, La, La) (1982), Fresh (1984) ou encore Cherish (1985).

## Histoire du groupe

### Débuts et ascension (1964-1978): aux confluences du jazz et du funk
L'histoire de Kool and the Gang commence en 1964, à Jersey City, lorsque les frères Robert et Ronald Bell fondent avec quelques amis d'enfance et de lycée (Dennis Thomas, Charles Smith, George Brown, Robert Spike Mickens et plus tard Ricky Westfield) un groupe de jazz appelé The Jazziacs. Le père des frères Bell est un boxeur professionnel, grand amateur de jazz et ami du légendaire pianiste Thelonious Monk mais aussi de Miles Davis (passionné de boxe), qui vient souvent lui rendre visite afin d'avoir des conseils techniques sur la boxe. Aussi, les frères Bell et leurs amis côtoieront, dès l'adolescence des grandes figures du jazz telles que McCoy Tyner (qui proposera à Ronald Bell de rejoindre sa formation, voyant en lui un digne héritier de John Coltrane), Bud Powell, John Lewis ou Pharoah Sanders (dont ils assureront les premières parties dès leur début), outre ceux cités précédemment.
The Jazziacs, qui devient plus tard The Monikers, Soul Town Review (à l'époque où la formation accompagne entre autres les Temptations ou les Four Tops), The New Dimensions puis Kool and the Flames (en hommage aux Famous Flames de James Brown) se fait rapidement connaître sur la scène new-yorkaise, dans Greenwich Village et au célèbre Apollo Theater de Harlem où ils jouent très fréquemment. Le groupe est alors constitué de Robert « Kool » Bell à la basse, Ronald « Khalis » Bell aux saxophones ténor, soprano et au clavier, Dennis « DT » Thomas au saxophone alto, à la flûte traversière et aux percussions, Georges « Funky » Brown à la batterie, Robert « Spike » Mickens à la trompette, et Claydes « Charles » Smith à la guitare. Influencés principalement par le jazz, le blues et les artistes qu'ils côtoient dès leur adolescence mais également par la soul de Motown ou de James Brown (dont ils sont contemporains), ils développent, naturellement, un style unique à l'intersection de toutes ces influences et qu'ils qualifieront de « jazz-funk » et dont ils seront parmi les grands contributeurs.
En 1969, le producteur Gene Redd les remarque et il leur propose un contrat d'enregistrement sur son label Redd Coach Records (qui deviendra plus tard le célèbre label De Lite Records). Afin d'éviter toute confusion avec les Famous Flames de James Brown, le groupe accepte de signer mais en changeant de nom : ils s'appelleront désormais Kool and the Gang (nom né d'une confusion un soir de 1969, dans un club, où le programmateur les présente par erreur comme tel. Avec l'humour qui les caractérise, ils adopteront définitivement ce nom).
James Brown les cite comme une référence : « They're the second-baddest out there... They make such bad records that you got to be careful when you play a new tape on the way home from the record store. Their groove is so strong you could wreck ». Le guitariste de jazz Grant Green reprend même un titre issu de leur premier album Let the Music Take Your Mind.
Si leurs premiers albums très jazzy, avec des titres comme Who's Gonna Take the Weight ou Chocolate Buttermilk, obtiennent un succès honorable, il leur faudra attendre la sortie de l'album Wild and Peaceful en 1973 pour connaître les premiers succès commerciaux avec des morceaux emblématiques tels que Funky Stuff, Hollywood Swinging ou encore Jungle Boogie (repris en 1994 dans la bande originale du film Pulp Fiction). Entre 1969 et 1978, Kool and the Gang est reconnu comme étant l'un des groupes les plus créatifs et influents de la scène jazz-funk. C'est véritablement sur scène que le groupe atteint toute sa plénitude, par la qualité de ses musiciens et de sa section de cuivres qui, à l'instar de celle d'Earth, Wind and Fire ou de Tower of Power, jouit d'une solide réputation.
En 1977, le tromboniste Clifford Adams, musicien de jazz et de studio renommé rejoint le groupe (qui restera membre du groupe jusqu'à son décès en 2015). En 1981, à l'occasion de l'enregistrement de l'album Something Special, Kool and the Gang accueille en son sein deux autres grands musiciens, le trompettiste Michael Ray (Sun Ra Akestra, etc.) et le jeune prodige des claviers Curtis Fitzgerald Williams.

### Du jazz-funk au disco puis au pop-funk: la consécration
À la fin des années 1970, le disco bat son plein et de nombreux groupes de funk se tournent vers une musique plus pop pour toucher un public plus large. En 1978, Ronald-Khalis-Bell organise une audition pour recruter un chanteur. Sur la recommandation du producteur Eumir Deodato et du propriétaire d'un studio d'enregistrement, Charlie Conrad, James « J.T. » Taylor, un instituteur du New Jersey et chanteur habitué des clubs, est le premier à être auditionné. Khalis joue quelques notes de piano et, stupéfait lorsqu'il entend Taylor chanter, l'engage sur-le-champ.
Parallèlement, au début des années 1970 le groupe rencontre le musicien/ arrangeur Eumir Deodato, qui est également un producteur très respecté dans le milieu (il a, entre autres, repris la musique du film 2001, l'Odyssée de l'espace de Stanley Kubrick – extraite d'une composition de Richard Strauss – et écrit de nombreux arrangements pour Frank Sinatra, Roberta Flack ou Björk entre autres). Fort de leurs expériences respectives et animés par une passion commune : le jazz, ils décident de s'associer. Commence alors une collaboration de dix ans avec quatre albums : Ladies' Night (1979), Celebrate! (1980), Something Special (en) (1981) et As One (en) (1982). De cette époque, Deodato déclare, lors d'une interview accordée au magazine Waxpoetics en 2003 : « ...pour moi, ce fut merveilleux de travailler avec eux (Kool and the Gang), c'était un plaisir, ... c'était Kool and the Gang,... » (Waxpoetics no 7 page 60).
La voix et le charisme de J.T. Taylor alliés à l'ingénieuse efficacité des coproductions Kool and the Gang-Deodato donneront rapidement leurs fruits. Nombre de leurs titres vont dès lors devenir des tubes internationaux.
Les années 1980 sont les années de gloire du groupe qui collectionne les titres en tête des classements : Ladies' Night (1979), Too Hot (1979), Celebration (1980), Jones vs Jones (1980), Get Down on It (1981), Take My Heart (1981), Let's Go Dancin' (Ooh, La, La, La) (1982), Joanna (1983), Tonight (1983), Straight Ahead (1983), Cherish (1985) ou encore Fresh (1984), Emergency (1984), Victory (1986) et Stone Love (1986).
Le titre Celebration (deux millions de copies vendues aux États-Unis) est même choisi comme hymne de bienvenue lors du retour aux États-Unis des otages d'Iran. Les prestations scéniques du groupe sont de véritables shows, mêlant une musique savamment orchestrée à de la virtuosité instrumentale, des chorégraphies très élaborées et faisant salle comble.

### Fin des années 1980 et années 2000: une influence et une empreinte durables
Fin 1987, James Taylor décide de s'orienter vers une carrière solo. Il se sépare de façon amicale et sera même invité par le groupe lors de la cérémonie d'intronisation de Kool & The Gang au Songwriters Hall of Fame en 2018. Entre 1989 et 1993, Taylor sort quatre albums solos : Master of the Game (coproduit par Eumir Deodato) (1989), Feel the Need (1991), Baby, I'm Back (coproduit par Ronald Bell) (1993). Il obtient des succès honorables (aux États-Unis et en Angleterre) avec des titres tels que Sister Rosa (1989), 8 Days a Week (1989) ou Long Hot Summer Night (1991).
De leur côté, les membres restants de Kool and the Gang remplacent Taylor par trois vocalistes : Skip Martin (membre des Dazz Band et également trompettiste), Odeen Mays (également aux claviers) et Shawn Mc Quiler (également guitariste) (le chanteur Gary Brown ne sera présent que sur quelques titres studios de l'album Greatest Hits and More en 1988). Mais le public étant habitué à la voix et à l'image de Taylor, les albums Sweat (1989) et Unite (1993) ne percent pas dans les hit-parades. Cependant, le groupe organise des tournées dès le début des années 1990 avec cette formation. Celles-ci sont un triomphe en Europe et en Asie. Très régulièrement en tournée dans le monde (environ une centaine de dates par an, quasiment sans interruption depuis 1972) Kool and the Gang a enregistré de nombreux DVD live, notamment en 2000 : Live at the House of Blues (enregistré à Chicago).
En 1995, le public réclame JT Taylor. Et, pour relancer la carrière de chacun mais aussi par désir artistique, Taylor réintègre le groupe : ils enregistrent l'album State of Affairs (1996), dans lequel le groupe aborde des thèmes à connotation sociale (mais sa diffusion reste restreinte). Il s'ensuit alors une longue tournée internationale de 3 ans qui s'achèvera en mars 1999 (dont est issu un DVD live enregistré à la Jamaïque).
Les DJs vont remixer Celebration et Get Down on It deux titres qui vont retrouver le sommet des charts anglais.
Parallèlement, à partir de 1996, la plupart de leurs albums des années 1970 sont réédités en format CD, faisant ainsi redécouvrir à une nouvelle génération leur période jazz-funk. Le jeune jazzman de Chicago Brian Culbertson reprend d'ailleurs un de leurs titres Hollywood Swinging sur son album Bringing back the Funk en 2008 (produit par Maurice White d'Earth, Wind and Fire).
À ce jour, Kool and the Gang est, avec James Brown, le groupe le plus samplé, y compris par des artistes de renommée internationale tel que les Beastie Boys (en 1989 sur Hey Ladies ou en 1992 sur Professor Booty), Madonna (en 1992 sur Erotica) ou Janet Jackson (en 1994 sur You Want This). On peut également entendre un sample d'un de leur morceau : Jungle jazz, sur le tube de MARRS Pump Up the Volume (1987), ou de N.T. sur It Ain't Hard to Tell de Nas en 1994, ou plus récemment en 2017, Spirit of the Boogie par The Killers pour leur titre The Man.
À nouveau, Taylor quitte le groupe pour se réinvestir dans sa carrière solo.
En 1999, à la demande du producteur japonais Takamoto Nozawa, il accepte de participer à l'album Smappies II, en compagnie de la crème des musiciens de jazz new-yorkais, sur le titre Feeling of Beginning, produit pour la firme JVC et enregistré à New York. Son interprétation sur ce titre révèle son aisance aussi bien dans un répertoire funk que jazz.
En 2000, il sort l'album A Brand New Me dont les arrangements vocaux et la production sont salués par la critique mais dont seuls les singles Sex on the Beach et How connaîtront un succès honorable.
En 2003, Funkbuster, reprend le tube "Fresh". Kool and the gang  proposent alors au chanteur,Zack, au timbre très "Jacksonnien" , de monter sur scène  au Brésil. Pour des raisons de productions, le show n'aura pas lieu. La même année, le groupe de funk chante un featuring avec Liberty X, finaliste de Popstar UK en reprenant ce même tube Fresh.

### Période contemporaine
Qualifié de véritable légende vivante de la Great Black Music (la prestigieuse Rhythm and Blues Foundation, à l'occasion de ses vingt ans, les a honorés d'un Pionneer Award en 2008), le groupe se compose désormais de onze membres (Ronald « Khalis » Bell, George Brown, Dennis « DeeTee » Thomas, Curtis Williams, Clifford Adams, Michael Ray, Larry Gittens, Tim Horton, Amir Bayyan, Shawn Mc Quiller et Jirmad Gordon) dont quatre membres fondateurs (depuis 45 ans).
Le guitariste, membre fondateur, Claydes « Charles » Smith, est mort en juin 2006, des suites d'une longue maladie. Il avait cessé de se produire sur scène depuis janvier 2006. Kool and the Gang est en train de jouer sur scène avec l'orchestre symphonique du New Jersey au moment où ils apprennent son décès. Ils lui dédieront le concert.
En novembre 2010, Kool and the Gang est encore en deuil : Robert « Spike » Mickens, trompettiste et membre fondateur meurt. Il avait participé à l'histoire du groupe depuis le début, en 1964, à l'époque de The Jazziacs. À la suite d'une santé fragile, il avait cessé les tournées à partir de 1986.
Fidèle à sa réputation, et groupe de scène par essence, Kool and the Gang continue de réaliser des concerts à travers le monde, à guichets fermés (durant les années 2000, le groupe est passé de nombreuses fois par la France). En juin 2008, 20 000 spectateurs sont venus les acclamer au Festival de Montereau-Fault-Yonne. En décembre 2009, le groupe donne un concert gratuit (et pour lequel ils n'ont pas demandé de cachet) qualifié d'historique à La Havane à Cuba devant 260 000 spectateurs. À leur arrivée à Cuba, une foule immense les attend. Juste avant d'entrer sur scène, Robert Kool Bell aura quelques mots pour le peuple cubain : « Nous sommes tout entier dévoués à la musique et nous venons à Cuba en tant que musiciens,... ce concert est celui de la fraternité et de l'union entre les peuples ». Durant le concert, ils inviteront à jouer des musiciens locaux. Sur scène, la composition du groupe peut aller jusqu'à 14 membres ; ils alternent leurs morceaux jazzy des années 1970 avec leurs tubes des années 1980 et interprètent aussi des nouveaux titres.
En juillet 2007, le groupe a sorti l'album Still Kool (très favorablement accueilli par la critique spécialisée aux États-Unis), qui alterne jazz, soul, funk, rock et r'n'b moderne mais qui restera très peu diffusé sur les ondes. À cette occasion, Ronald-Khalis-Bell déclarait, dans une interview accordée à l'AFP (Los Angeles) en juillet 2007 : « Beaucoup de gens souhaiteraient de nous, que nous fassions le même style de musique que nous faisions 20 ou 30 ans auparavant,... Mais, essayer de refaire ce que vous avez déjà fait, c'est très ennuyeux. Alors, c'est pourquoi nous avons fait un disque qui comporte un plus de "conscience". »
James Taylor continue à faire des concerts principalement aux États-Unis et devait réaliser un nouvel album courant 2009 (dont la parution a été reportée à l'automne 2011).
Dans un souci d'authenticité et de sincérité musicale, le groupe reste fidèle à ses racines et refuse de changer systématiquement de style dans le but de refléter la tendance du moment dans l'industrie musicale. À ce sujet, Ronald Khalis Bell déclarait en 2007 : « Nous avons essayé,...cela ne fonctionne pas. C'est un peu comme un poisson hors de son élément ».
En 2013, entre plusieurs dates de tournées, le groupe entre à nouveau en studio pour enregistrer son premier album consacré aux festivités de Noël. Ainsi, l'album Kool for the Holidays sort en novembre 2013. Il comporte aussi bien des compositions originales (Home for the Holidays) que des standards de jazz sur le thème de Noël (The Christmas Song, une composition de Mel Tormé popularisée par Nat King Cole et interprétée ici, au chant et au piano, par Odeen Mays) ou des classiques de Noël en version instrumentale, tel ce remarquable Little Drummer Boy revisité à la sauce jazz-funk.
Kool and the Gang détient le record de longévité des groupes de R&B encore en activité, depuis 1964.
Le groupe a été honoré tout au long de sa carrière par de nombreuses récompenses, dont un Pioneer Award, deux Grammy Awards et sept American Music Awards. 
Ronald Bell, cofondateur du groupe, directeur musicale et producteur, meurt à 68 ans le 9 septembre 2020.
Le 7 août 2021, Dennis « Dee Tee » Thomas, également cofondateur du groupe, meurt dans son sommeil à 70 ans.
Le 20 août 2021, Kool & The Gang sort l'album Perfect Union (le 33e) dont la grande majorité des titres ont été co-écrits et produits par Ronald Bell, avant son décès. Le groupe accueille à cette occasion un nouveau chanteur : Walter Anderson.
Le trente-quatrième album de Kool & the Gang sort en juillet 2023 : People Just Wanna Have Fun. Le même mois, le batteur, membre fondateur du groupe, George Brown sort ses mémoires Too Hot: Kool & The Gang and Me. Un ouvrage poignant de sincérité dans lequel il y relate son amour pour la musique depuis son enfance dans le New Jersey et sa rencontre à l'adolescence des autres membres de ce qui deviendra Kool & The Gang. Il y explique également la profonde et constante motivation du groupe à vouloir rendre les gens heureux à travers la musique. George Brown est à l'origine de nombreuses compositions co-écrites au sein du groupe, dont le titre Too Hot. Il est aussi le batteur le plus samplé au monde. C'est une récente bataille contre le cancer qui l'a incité à publier ses mémoires[réf. nécessaire]. 

## Discographie
Albums studio
- Kool and the Gang (1970)
- Music Is the Message (1972)
- Good Times (1972)
- Wild and Peaceful (1973)
- Light of Worlds (1974)
- Spirit of the Boogie (1975)
- Love & Understanding (1976)
- Open Sesame (1976)
- The Force (1977)
- Everybody's Dancin' (1978)
- Ladies' Night (1979)
- Celebrate! (1980)
- Something Special (1981)
- As One (1982)
- In the Heart (1983)
- Emergency (1984)
- Forever (1986)
- Sweat (1989)
- Unite (1992)
- State of Affairs (1996)
- Gangland (2001)
- The Hits: Reloaded (2004)
- Still Kool (2007)
- Kool for the Holidays (2013)
- Perfect Union (2021)
- People Just Wanna Have Fun (2023)